# 리메인 (2026년 영화)
"리메인"(영어: Remain)은 2026년 개봉 예정인 미국의 초자연, 로맨틱 스릴러 영화이다. M. 나이트 샤말란이 감독과 각본을 맡았다.